# Jaroslav Komínek
Jaroslav Komínek (* 15. března 1975) je český politik, od roku 2008 zastupitel Ústeckého kraje (v letech 2012 až 2016 také radní kraje a v letech 2016 až 2020 náměstek hejtmana), od roku 2006 zastupitel města Chomutov, člen KSČM.

## Život
V letech 1989–1993 studoval na Vojenské střední odborné škole tankové a automobilní (VSOŠTA) v Nitře, do roku 2004 působil jako voják z povolání v Armádě České republiky. Po odchodu z armády vstoupil do KSČM.
Od roku 2015 Komínek působí jako předseda představenstva Dopravního podniku měst Chomutova a Jirkova (DPCHJ). Příležitostně jezdí jako řidič autobusu a trolejbusu. Jeho současnou partnerkou je Darina Kováčová, bývalá starostka města Jirkov.

## Politické působení
V roce 2006 se poprvé ujal politické funkce, byl zvolen zastupitelem města Chomutov, kterým je dodnes. Zastupitelem Ústeckého kraje byl poprvé zvolen v roce 2008 a je jím také dodnes. Od roku 2012, kdy KSČM vyhrála krajské volby v Ústeckém kraji, byl radním Ústeckého kraje pro dopravu, v roce 2016 působil ve funkci funkci náměstka hejtmana Ústeckého kraje pro dopravu. Za jeho působení se od roku 2015 podařilo vybudovat integrovaný systém Doprava Ústeckého kraje (DÚK), kdy cestující mohou po celém Ústeckém kraji cestovat na jednu jízdenku vlaky, regionálními autobusy, MHD ve většině měst kromě Kadaně, Loun a Žatce a turistickými lodními linkami po Labi.
V krajských volbách v roce 2020 obhájil za KSČM post zastupitele Ústeckého kraje. Strana se nicméně nestala součástí nové krajské koalice, a skončil tak v pozici náměstka hejtmana.
Ve volbách do Poslanecké sněmovny PČR v roce 2021 byl lídrem KSČM v Ústeckém kraji, ale nebyl zvolen, protože se strana do Poslanecké sněmovny nedostala.
V krajských volbách v roce 2024 kandidoval do Zastupitelstva Ústeckého kraje z třetího místa kandidátky koalice „Stačilo! v Ústeckém kraji – KSČM, SOCDEM, ČSNS“. Mandát zastupitele se mu podařilo obhájit.
Ve volbách do Senátu PČR v roce 2024 kandidoval za KSČM v rámci koalice „KSČM, SOCDEM, ČSNS“ v obvodu č. 5 – Chomutov. V prvním kole vyhrál, když získal 23,33 % hlasů. Ve druhém kole se utkal s nestraníkem za hnutí SEN 21 Přemyslem Rabasem, s nímž prohrál poměrem hlasů 47,04 % : 52,95 % a senátorem se tak nestal.
Ve volbách do Poslanecké sněmovny PČR v roce 2025 je lídrem uskupení Stačilo! (KSČM, SOCDEM, ČSNS, SD-SN, Moravané) v Ústeckém kraji.

## Spory o zajištění autobusové dopravy v Ústeckém kraji
V roce 2018 se Komínek, coby zástupce Ústeckého kraje, dostal do sporu s firmou BusLine, která provozovala autobusovou dopravu v Ústeckém kraji. Spor vznikl poté, co Ústecký kraj odmítl přidat peníze firmě BusLine na navýšení platů řidičů nařízené vládou, protože by to bylo mohlo být nezákonné. Firma BusLine poté přestala plnit závazky, které byla povinna dle smlouvy plnit. Mělo to za následek, že některé spoje vůbec nevyjely. Ústecký kraj reagoval na vzniklou situaci unikátním způsobem – vytvořil vlastní podnik, Dopravní společnost Ústeckého kraje, která postupně převzala provoz autobusových linek v okolí Děčína a Ústí nad Labem.
Problémy pokračovaly i v lednu 2019, kdy společnost TD Bus, vzniklá vyčleněním z původní firmy BusLine, jednostranně vypověděla smlouvu o provozu autobusů v okolí Podbořan, Vejprt a Žatce. Komínek označil vypovězení smlouvy za protiprávní. Autobusové krizi se tehdy podařilo zabránit a doprava byla narychlo zadána jiným dopravcům.
Komínek se dostal do sporu také s předsedou ÚOHS Petrem Rafajem ohledně zakázky na nové autobusy pro krajskou společnost DSÚK, kterou ÚOHS zakázal realizovat. V té době se také odhalilo propojení Petra Rafaje s Jiřím Vařilem z firmy BusLine, což mělo vést k ovlivňování rozhodování o veřejných zakázkách a ke svévoli ze strany úřadu. Společně se zástupci Libereckého kraje Komínek požadoval Rafajovo odvolání z postu předsedy ÚOHS.

## Kontroverze
V únoru roku 2020 vyrazil Jaroslav Komínek se svou partnerkou na služební cestu do Vietnamu, která se stala terčem kritiky pro její vysoké náklady a rizikovost během začínající pandemie covidu-19. Komínek se hájil tím, že tato služební cesta byla plánovaná rok a půl předem, a že ji schválila Rada Ústeckého kraje.
V srpnu 2025 uvedl, že je připraven navrhnout zákaz stran Fialovy vlády s tím, že se od sametové revoluce měly dopouštět podvodů.